# Karl Süpfle
Karl Süpfle (* 9. Dezember 1880 in Metz; † 26. September 1942 vor Stalingrad) war ein deutscher Hygieniker.

## Leben
Sein Vater war der Germanist Theodor Süpfle (1833–1895), Gymnasiallehrer in Gotha und Metz. Karl Süpfle studierte Medizin an der Universität Heidelberg, wo er 1905 auch promoviert wurde und anschließend als Assistent tätig war. 1907 ging er nach Freiburg und habilitierte sich 1908 an der dortigen Albert-Ludwigs-Universität. Seit 1908 arbeitete Karl Süpfle als Privatdozent bei Max von Gruber am Hygiene-Institut der Universität München, 1911 wurde er dort zum außerplanmäßigen Professor berufen.
Er arbeitete auf dem Gebiet der Bakteriologie und Immunologie, der Desinfektions- und Impfungslehre. Zu seinen Schwerpunkten gehörten die Pockenimpfung, die Schulhygiene und Desinfektion sowie die Städtehygiene. Am Ersten Weltkrieg nahm er als beratender Hygieniker in der bayerischen Armee teil. Von 1922 bis 1927 war er Ordinarius für Tierhygiene an der Universität München. Im Jahre 1927 wurde er zum Direktor des Hygienischen Instituts der Technischen Hochschule Dresden bestellt. Er wurde als Präsidiumsmitglied und zum wissenschaftlichen Leiter innerhalb der Geschäftsleitung der Internationalen Hygiene-Ausstellung von 1930 in Dresden bestellt. Nach zehnjähriger Tätigkeit in Dresden wechselte Süpfle nach langen Verhandlungen als Wunschnachfolger von Rudolf Otto Neumann in gleicher Funktion an das Hygieneinstitut Hamburg.

„Das Hamburger Institut verdankt seine Entstehung … der Choleraepidemie des Jahres 1892 und ihrer bitteren Lehre, daß Menschenleben und Sachwerte bewahrt bleiben, wenn man für hygienische Betreuung und Überwachung sorgt.“

Süpfle der während der Weimarer Republik Mitglied des Stahlhelms war, trat nach der Machtergreifung der Nationalsozialisten 1933 dem NS-Lehrerbund und der NSDAP bei. Im November 1933 unterzeichnete er das Bekenntnis der deutschen Professoren zu Adolf Hitler. Nach Ausbruch des Zweiten Weltkriegs im September 1939 wurde er als Hygieneberater zur Wehrmacht eingezogen und konnte nur noch sehr sporadisch am Institut in Hamburg tätig sein. Am 26. September 1942 kam er bei einem Fliegerangriff auf die 6. Armee in der Schlacht von Stalingrad ums Leben.

## Veröffentlichungen (Auswahl)
- Beiträge zur Kenntnis der Vaccinekörperchen. Winter, Heidelberg 1905, urn:nbn:de:bvb:355-ubr11449-9 (Dissertation, Universität Heidelberg, 1905).
- Die Vaccineimmunität. Eine kritische und experimentelle Studie. Oldenbourg, München 1908 (Habilitationsschrift, Universität Freiburg im Breisgau, 1908).
- Begriff und Aufgaben der Hygiene. In: Internationale Hygiene-Ausstellung Dresden. Offizielle Ausstellungszeitung. Nr. 3 (April 1930).
- mit Paul Hofmann: Die Methoden der Wohnungshygiene. Handbuch der Biologischen Arbeitsmethoden. Urban & Schwarzenberg, Berlin 1934.